# Ponomarenkoa
Ponomarenkoa (лат., в честь энтомолога Hадежды Г. Пономаренко) — ископаемый род мелких ос из семейства дрииниды (Chrysidoidea), единственный в составе монотипического подсемейства Ponomarenkoinae. 2 вида. Евразия. Бирманский янтарь (Мьянма) и балтийский янтарь.

## Описание
Длина около 3 мм. Переднее крыло с тремя замкнутыми ячейками (костальной, медиальной и субмедиальной), отделёнными пигментированными жилками. Усики 10-члениковые. Затылочный киль полный. Формула шпор голеней: 1-2-2. Самки не сохранились и описание сделано только по крылатым самцам. Представители рода обнаружены в меловом периоде (Мьянма) и в палеогеновых янтарях Европы (возраст которых, например, балтийского янтаря, оценивается поздним эоценом). По датированию бирманского янтаря существуют разные точки зрения: или нижний сеноман, или верхний альб (около 99 млн лет). Род назван в честь российского энтомолога Hадежды Г. Пономаренко, описавшего первый вид рода и подсемейства.

## Систематика
Типовой вид рода Ponomarenkoa был первоначально описан в 1988 году под названием † Laberites polonicus Ponomarenko, 1988 и выделен в 1991 году в подсемейство Laberitinae. Но так как типовой вид рода не был обозначен, то позднее было предложено новое имя для рода (Ponomarenkoa) для замены невалидного. Вместе с видом †Ponomarenkoa ellenbergeri (обнаруженным в 2013 году в бирманском янтаре) образуют вымершее подсемейство дриинид †Ponomarenkoinae Olmi, 2010.
- † Ponomarenkoa ellenbergeri Olmi, Xu & He, 2013 — бирманский янтарь, Мьянма[2]
- † Ponomarenkoa polonica (Ponomarenko, 1988) — балтийский янтарь[6]
  - = † Laberites polonicus Ponomarenko, 1988